# Aethiothemis
Aethiothemis é um género de libelinha da família Libellulidae.
Este género contém as seguintes espécies:
- Aethiothemis basilewskyi Fraser, 1954
- Aethiothemis bella (Fisher, 1939)
- Aethiothemis bequaerti Ris, 1919
- Aethiothemis carpenteri (Fraser, 1944)
- Aethiothemis diamangae Longfield, 1959
- Aethiothemis discrepans Lieftinck, 1969[2]
- Aethiothemis mediofasciata Ris, 1931
- Aethiothemis palustris Martin, 1912
- Aethiothemis solitaria Martin, 1908